# Revolta dos Periquitos
A Revolta dos Periquitos foi uma insurreição ocorrida em 1824 na província da Bahia, no Brasil, liderada por militares e apoiada por setores da população local. O nome "Periquitos" refere-se ao Batalhão de Voluntários do Príncipe, formado durante as Guerras de Independência do Brasil. Após a independência, a insatisfação com o governo central e as condições enfrentadas pelos soldados contribuíram para o levante, que resultou na tomada da cidade de Salvador e no assassinato do Governador das Armas, Felisberto Caldeira Brant.

## Contexto Histórico

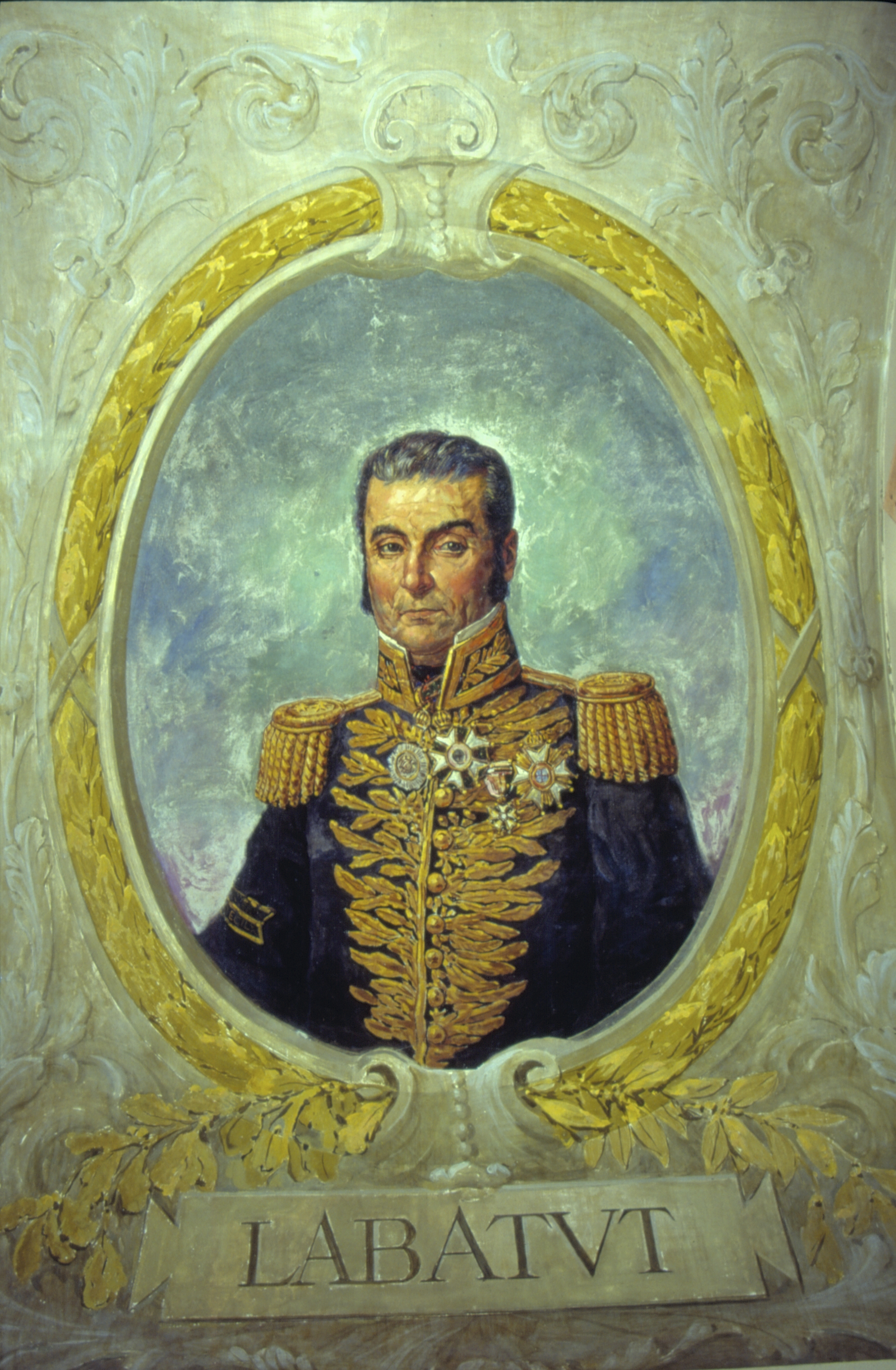
Pierre Labatut, dito Pedro Labatut, (Cannes, 1776 – Salvador, 1849), foi um militar francês napoleônico exilado, organizador do chamado "Exército Pacificador"

O Brasil recém havia conquistado sua independência em 1822, mas o processo não foi isento de conflitos. Especialmente no norte do país, as forças portuguesas resistiam à separação, e a formação de um exército nacional brasileiro foi uma tarefa urgente. Na Bahia, uma das províncias mais importantes da colônia, o general português Madeira de Mello controlava Salvador, e as tropas brasileiras, lideradas pelo francês Pierre Labatut, que lutavam para expulsar os portugueses. Durante a guerra, Labatut recrutou escravizados e mestiços, formando o Batalhão de Voluntários do Príncipe, que recebeu o apelido de "Periquitos" devido ao uniforme com detalhes verdes. Esses soldados desempenharam um papel crucial nas lutas pela independência na Bahia. No entanto, após a vitória em 1823, muitos dos voluntários ficaram insatisfeitos com o não pagamento dos soldos prometidos, os castigos físicos e as duras condições de trabalho.

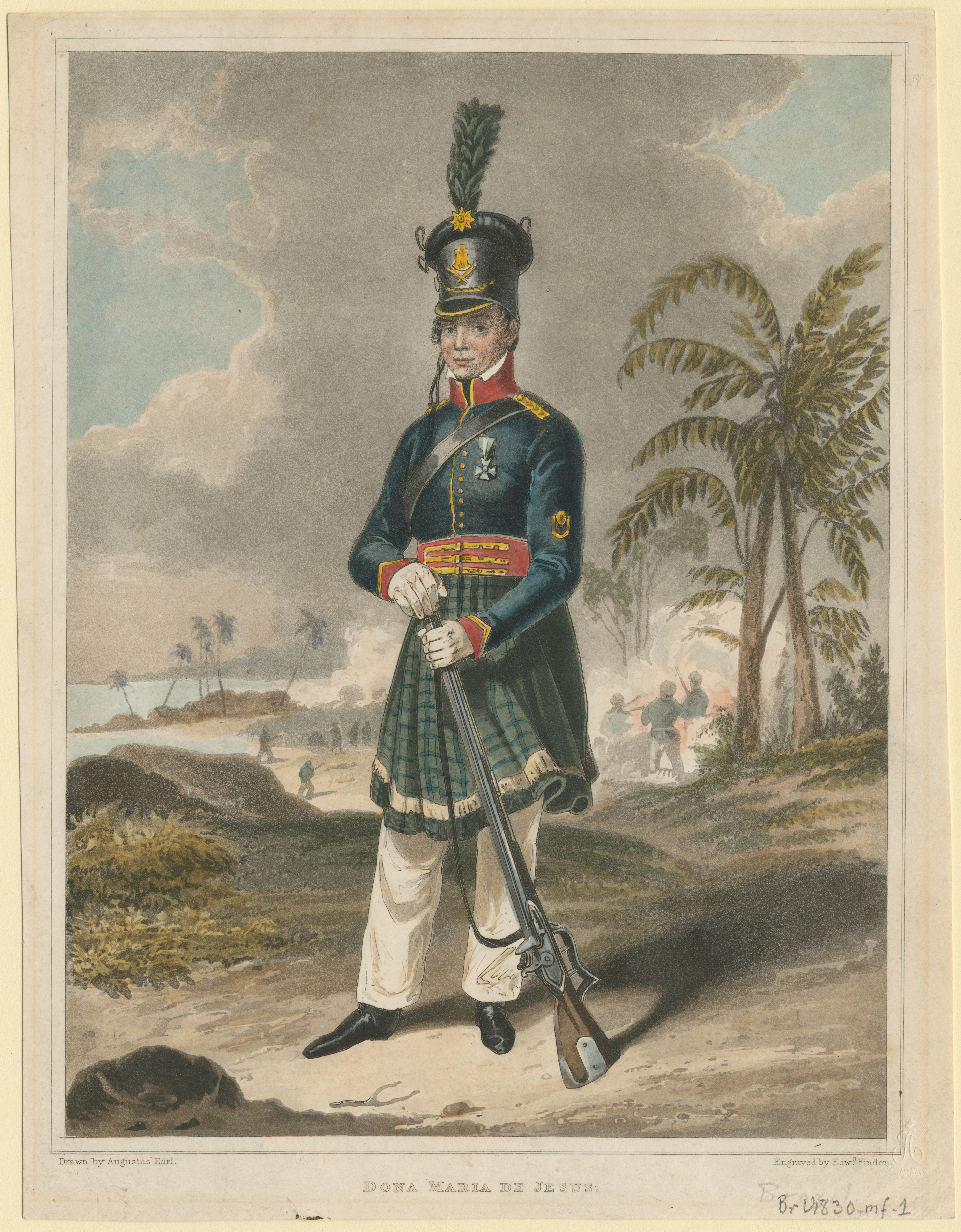
Maria Quitéria, heroína do Batalhão dos Periquitos, gravura do livro Diário de uma viagem ao Brasil, de Maria Graham.

Reconhecendo as dificuldades quanto à armamento, alimentação e as dificuldades de se recrutar mais soldados dentre os homens livres, Labatut decidiu recrutar os escravizados de três formas: dando privilégios fiscais aos senhores que os doassem, prometendo liberdade aos que se voluntariassem e alistando os escravizados de fazendas resistentes à causa brasileira. Formou-se assim o Batalhão de Voluntários do Príncipe, que mais tarde ficaria conhecido como Batalhão dos Periquitos. A participação dos “Periquitos” no conflito foi enorme. Formados por escravizados e mestiços principalmente, contou também com a participação da lendária Maria Quitéria de Jesus, que inspirada pelas lutas de independência se vestiu de homem e se voluntariou. Em 2 de julho de 1823, as forças brasileiras entraram em Salvador expulsando os últimos resquícios de poder português na província. Os Periquitos foram aclamados heróis da pátria.
Finda a guerra, os soldados esperavam por gratificações. Mas a elite local começou a perceber que a presença de negros e mestiços armados em Salvador era uma ameaça. Assustados e apreensivos, a elite local fantasiava constantemente uma grande revolta de escravos como a que ocorrera no Haiti. A imagem da população mais pobre andando armada pela cidade lhes fazia imaginar o momento em que os livres pobres começariam uma revolta junto com os escravos. Era necessário acabar com o Batalhão dos Periquitos para evitar isso. Iniciaram-se então as movimentações da elite para remover os Periquitos da cidade e enviá-los para outros locais. Em meio a essas movimentações, surgiram rumores que assustaram e alertaram os militares. Em pouco tempo especulou-se que os soldados seriam transferidos ou que os negros seriam reescravizados. As fofocas e as notícias falsas se espalharam pela cidade causando temores de ambos os lados. Além das dúvidas sobre o futuro do Batalhão, as notícias sobre a Confederação do Equador – outra revolta contra o Império do Brasil no norte do Brasil -, começaram a chegar na Bahia, e as ideias de liberdade e república seduziram muitos dos negros e mestiços do Batalhão dos Periquitos.
Cada vez mais temerosa, a elite local decidiu que era hora de agir. Planejou transferir o batalhão para Pernambuco e o popular Major José Antônio da Silva Castro – comandante dos Periquitos e apelidado de “Periquitão” – para o Rio de Janeiro. Ao saberem das notícias, a angústia com a partida de alguns soldados e consequente separação e desestruturação do Batalhão dos Periquitos, somou-se à já existente insatisfação com o atraso dos soldos e castigos físicos. Recusando-se a aceitar seguidos vexames, os Periquitos agiram.

### A Revolta
Em 1824, a insatisfação dos "Periquitos" chegou ao ápice. O atraso no pagamento, a constante movimentação entre postos distantes e o tratamento opressor fizeram com que os soldados, juntamente com outros grupos descontentes da população, se rebelassem. O levante culminou na invasão de Salvador desencadeando em conflitos que duraram de, 21 de outubro até o início de dezembro. A invasão resultou no assassinato de Felisberto Caldeira Brant, o então Governador das Armas, que representava o governo central na província. Os alvos dos ataques eram os portugueses, os defensores da monarquia e até os comerciantes, afinal parte da população pobre se juntou ao grupo militar para saquear diversos estabelecimentos. É importante lembrar que Salvador, após os movimentos de independência, passa por uma grande crise econômica que se reflete na miséria e no desemprego, e este é o motivo desta revolta ser mais complexa do que as divergências políticas: pesava também a questão social.
Esse evento refletiu o descontentamento de setores das forças armadas e da população baiana com a administração central do Brasil imperial, que era percebida como autoritária e negligente com as demandas locais. A revolta foi um dos muitos exemplos de insurreições que ocorreram no Brasil durante o período de consolidação da monarquia. Embora a Revolta dos Periquitos tenha sido rapidamente reprimida, ela expôs as profundas divisões sociais e políticas no Brasil do período pós-independência. A tentativa de centralização do poder pelo novo governo monárquico era contestada por elites regionais e setores militares, que se sentiam marginalizados e injustiçados. Além disso, o evento foi amplamente discutido na imprensa, com jornalistas próximos ao governo tentando controlar a narrativa e defender os interesses do regime emergente. A revolta também trouxe à tona as dificuldades enfrentadas pelo governo de D. Pedro I em manter a ordem e a unidade nas províncias, especialmente em um contexto de múltiplas revoltas regionais que eclodiram ao longo do Primeiro Reinado (1822-1831).
Os grandes proprietários baianos se juntam com os portugueses para financiar a retomada da cidade de Salvador e após conflitos entre tropas e negociações entre os dois lados, os revoltados se rendem. O Batalhão é enviado a Pernambuco, livrando a elite baiana do perigo de outra revolta. Mas nem todos os membros têm a oportunidade de simplesmente servir em outra província: alguns são expulsos do Batalhão e dois líderes da revolta, o major Joaquim Sátiro da Cunha e o tenente do Quarto Batalhão (também conhecido como Batalhão dos Pitangas, com negros entre seus membros) Gaspar Lopes Vilas Boas são mortos após julgados por um conselho militar especial. Os processos que levaram aos assassinatos não foram escritos, se limitando a condenações verbais.

#### Legado
A Revolta dos Periquitos é um exemplo importante das lutas por poder e reconhecimento que caracterizaram o início da história independente do Brasil. Embora tenha sido um movimento local, reflete a complexidade das relações entre o governo central e as províncias, especialmente nas regiões que haviam sido cenários de resistência à independência. O movimento dos "Periquitos" continua sendo estudado como parte fundamental dos debates sobre a formação do Estado brasileiro e as tensões sociais que marcaram o período.